# Ballata balcanica
La Ballata balcanica (anche nota come ballata folk balcanica) è uno stile musicale lento ed emotivo dell'Europa sud-orientale (ex Jugoslavia, Bulgaria). Le ballate dei Balcani, simili ad altre ballate, trattano spesso vari temi legati all'amore (amore non corrisposto, malattia d'amore, relazioni romantiche e intime) mentre si usano strumenti a corda dei Balcani come la šargija, così come il clarinetto, la tromba, la fisarmonica, il violino, chitarra e basso. Le ballate balcaniche si distinguono dalle ballate tradizionali includendo una fusione di musica pop, musica folk e ballate sentimentali. I cantanti di solito si esibiscono nelle loro lingue native.

## Ballate
Le ballate sono poesie o canzoni che narrano una storia in brevi strofe. Le ballate tradizionali sono in genere di paternità sconosciuta e sono state tramandate oralmente di generazione in generazione. Molti paesi come Francia, Russia, Danimarca, Germania, Grecia, Spagna e Scozia hanno collezioni di ballate di grandi dimensioni. Le ballate dei Balcani sono una di queste collezioni.

## Caratteristiche
Le ballate tipiche usano strumenti etnici . Nelle tendenze recenti, le ballate dei Balcani includono comunemente un certo grado di strumentazione occidentalizzata .

## Storia
Poiché le ballate sono tradizionalmente tramandate oralmente, le date esatte dell'origine sono difficili da determinare. Tuttavia, la prima ballata registrata, "Giuda", Child Ballad n. 23, risale agli inizi del 1300.
Nel corso del tempo, il genere della ballata si è diffuso nella penisola balcanica e da allora si è sviluppato nelle forme narrative e di arte musicale presenti oggi nella cultura balcanica.

### Esempi dall'Eurovisione
- " Lane moje " nel 2004 e Nije ljubav stvar nel 2012 interpretato da Željko Joksimović
- " <i id="mwMQ">Lejla</i> ", interpretato da Hari Mata Hari (Bosnia ed Erzegovina 2006)
- Doris Dragović - " Željo moja " (Jugoslavia 1986)
- Entrambe le voci di Darja Švajger per la Slovenia ("Prisluhni mi" nel 1995 e "For A Thousand Years" nel 1999)
- Magazin & Lidija - "Nostalgija" (Croazia 1995)
- Maja Blagdan - "Sveta ljubav" (Croazia 1996)
- Danijela - "Neka mi ne svane" (Croazia 1998)
- Marija Šerifović - " Molitva " (Serbia 2007), che ha vinto il concorso quell'anno
- Karolina Gočeva - "Mojot svet" (ERJ Macedonia 2007), presenta un cambio di lingua in inglese alla fine
- Marija Šestić - "Rijeka bez imena" (Bosnia ed Erzegovina 2007)
- Regina - "Bistra voda" (Bosnia ed Erzegovina 2009)
- Igor Cukrov feat. Andrea - "Lijepa Tena" (Croazia 2009)
- Feminnem - "Lako je sve" (Croazia 2010)
- Maja Keuc - "No One" (Slovenia 2011), una rara ballata balcanica in lingua inglese, sebbene una versione slovena sia stata eseguita nella finale nazionale
- Kaliopi - " Crno i belo " (ERJ Macedonia 2012), una ballata più rock
- Nina Badrić - "Nebo" (Croazia 2012)
- Eva Boto - "Verjamem" (Slovenia 2012)
- Maya Sar - "Korake ti znam" (Bosnia ed Erzegovina 2012)
- Klapa s Mora - "Mižerja" (Croazia 2013)
- Sergej Ćetković - "Moj svijet" (Montenegro 2014)
- Knez - "Adio" (Montenegro 2015)
- Dalal & Deen feat. Ana Rucner e Jala - "Ljubav je" (Bosnia ed Erzegovina 2016)
- Kaliopi - Dona "(ERJ Macedonia 2016)
- Balkanika - " Nova Deca (Serbia 2018)
- Vanja Radovanović - "Inje" (Montenegro 2018)
- Nevena Božović - " Kruna " (Serbia 2019)
- Tamara Todevska - " Proud " (Macedonia del Nord 2019)